# 米原の読み方
「米原」の読み方では滋賀県米原市内における「米原」の読み方に、濁る「まいばら」と濁らない「まいはら」が存在することについて解説する。
「米原」を「まいばら」と濁った読みをするのは「米原市」「米原駅」や市内の学校などに見られ、「まいはら」と濁らない読みをするのは「米原インターチェンジ」「米原JCT」や合併により廃止された「坂田郡米原町」などに見られる。※中学、小学校は市町村の呼び方に準じており、市町村合併以前は「まいはら」であった。
米原駅周辺の「米原市米原」は「まいばらしまいはら」となる。

## 経緯

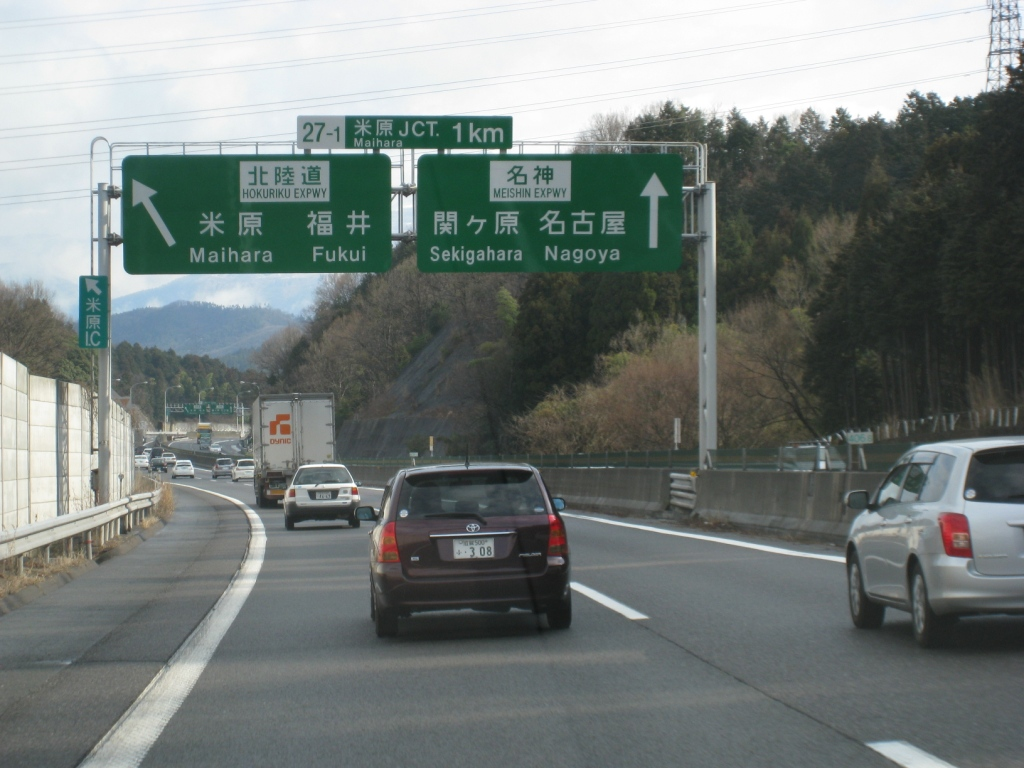
米原JCTの案内板。「Maihara」と書かれている。

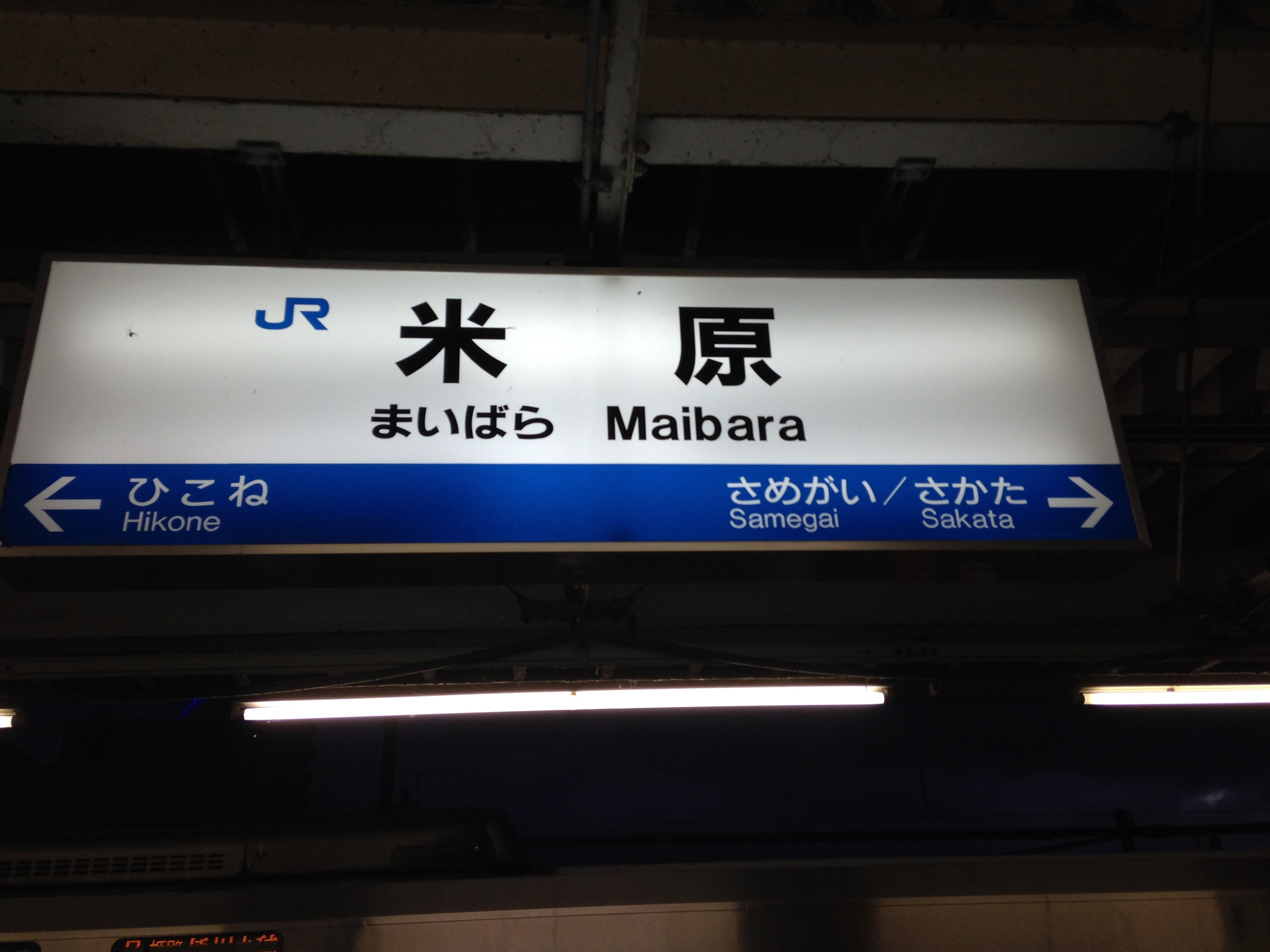
米原駅の駅名標。「まいばら」と書かれている。

### 市制施行以前
「米原」という地名の由来について、一説には周辺一帯が蘆荻（アシ、オギといったイネ科の植物）が生い茂る荒地であった頃に道に迷う行人が多かったことから「迷原」と呼ばれ、やがてそこに田が開拓されて「米原」と改められたという。この説を取り上げた『角川日本地名大辞典』はこの頃の読み方については明記していない。
1889年7月1日、官設鉄道によって現在の東海道本線となる路線が開通し米原駅が開業した当時にも、既に「米原」を「まいはら」と読む説と「まいばら」と読む説が存在していた。その中で「米原駅」は、坂田郡入江村大字米原（旧：米原村）に設けられ、旧村名の「まいはら」からではなく、もう一つの説であった「まいばら」を駅名とし、「まいはらにあるまいばら駅」が誕生した。
また、1980年に北陸自動車道が名神高速道路に「まいばらジャンクション」で接続し、「まいばらインターチェンジ」が開業した。しかしその後、自治体名である米原町（まいはら町）に合わせる形で2001年に「まいはらインターチェンジ」に改名された。

### 市制施行
| 候補   | ふりがな   | 応募数 |
| ------ | ---------- | ------ |
| 天の川 | あまのがわ | 21     |
| 伊吹   | いぶき     | 67     |
| 坂田   | さかた     | 113    |
| 米原   | まいはら   | 333    |
| 米原   | まいばら   | 485    |

坂田郡の山東町・伊吹町・米原町は合併することとなった。合併に伴う事項の協議を行う合併協議会が設置され 、協議会では新市の名称についても提案された。2003年10月16日に行われた第一回の協議会では、新市の名称について候補を公募し、協議会の小委員会で5候補程度に絞り込むこととなった。2003年12月15日から2004年1月30日の間で行われた名称の公募の結果、無効となったものを除き1542件の応募があり、特に応募数が多かった候補は「米原（まいばら）」「米原（まいはら）」「坂田」「伊吹山」などである。これらの応募を受けて行われた小委員会では、選考においては「歴史、文化にちなんだ名称」「全国的にアピールできる名称」「地域の特徴を表す名称」「住民の理想、願いにちなんだ名称」の点を参考に応募された全ての作品が選考された。一人3候補の投票形式で行われた一次選考で選定された16候補から、小委員会での協議（二次選考）により「天の川」「伊吹」「坂田」「米原（まいはら）」「米原（まいばら）」の5点が選定された。
そして、2004年4月15日に行われた第七回の協議会で新しい市の名称の協議が行われた。決定方法は協議であり、協議による決定が困難な場合は協議会での投票により決定されることとなった。協議ははじめ、「米原（まいばら）」を推薦する意見が多数挙がった。理由は、公募での応募数が第一位であったこと、東海道新幹線の停車駅である米原駅（まいばらえき）が知れ渡っていることなどである。一方、公募での応募数を理由に「米原」とすることには疑問の声も上がった。公募での投票は地域全体で行われているものであり、米原町民の応募数、山東町民の応募数といったエリア別での応募数についてのバランスが考えられていないというものである。次に推薦が多かったのが「伊吹」である。伊吹山は日本百名山の一つであり、自然・歴史的に見ても知名度が高くインパクトが強いといった意見が出た。「坂田」を推薦するのは、三町の平等合併でいずれの町の名前からもとらない新しい名称にするのがよいという理由からである。なお「天の川」と「米原（まいはら）」については推薦する者はいなかった。
協議会の参加者から意見が述べられた後、新しい市の名称は最多数の意見である「米原（まいばら）」とすることについてを他の候補を推薦する者から理解を得た。そうして、新しい市の名称は「米原市（まいばらし）」で決定した。この選択は、歴史のある地名から市名をつけた甲賀市（こうかし）とは反対の選択である。
これにより、米原市と米原駅は「まいばら」と濁る、高速道路の施設と大字は「まいはら」と濁らない、という二つの読み方が統一されずに存在する状況ができた。

### 年表
- 1889年 - 官設鉄道によって建設された現在の東海道本線の駅は、「まいばら駅」で開業[3][4]
- 1923年 - 坂田郡入江村が濁らない読みの「まいはら町」として町制施行。
- 1956年 - 「まいはら町」を含む1町2村が合併。名称は「まいはら町」と濁らない読みのままであった。
- 1980年 - 4月7日の北陸自動車道の開通で開業したJCTは「まいばらジャンクション」[1]。同年6月19日にに「まいばらインターチェンジ」が開業
- 2001年 - 自治体名に合わせ「まいばらインターチェンジ」から「まいはらインターチェンジ[注 3]」に改名[3][1]
- 2005年2月 - 米原町（まいはら町）を含めた坂田郡3町が合併・市制施行して「まいばら市」が誕生[1]

## 過去・現在の各地名・施設の読み一覧

### 地名
- 米原市 - まいばらし[3][1]
- 米原町（米原市の市制施行前） - まいはらちょう[1][4]
- 大字米原 - まいはら[3]

### 駅・道路施設
- 米原駅 - まいばらえき[3][1]

以下3つは2001年6月に「まいばら」から「まいはら」へ変更し、現在は「まいはら」
- 米原インターチェンジ
- 米原ジャンクション
- 米原本線料金所[注 7]

### 学校
- 滋賀県立米原高等学校[注 8] - しがけんりつまいばらこうとうがっこう
- 米原市立米原中学校 - まいばらしりつまいばらちゅうがっこう
- 米原市立米原小学校 - まいばらしりつまいばらしょうがっこう